# Les Infournas
Les Infournas ist eine ehemalige französische Gemeinde mit 28 Einwohnern (Stand: 1. Januar 2022) im Département Hautes-Alpes in der Region Provence-Alpes-Côte d’Azur. Sie gehörte zum Arrondissement Gap.
Der Erlass des Präfekten vom 9. November 2012 legte mit Wirkung zum 1. Januar 2013 die Eingliederung von Les Infournas als Commune déléguée zusammen mit den früheren Gemeinden Saint-Bonnet-en-Champsaur und Bénévent-et-Charbillac zur Commune nouvelle Saint-Bonnet-en-Champsaur fest.

## Geografie

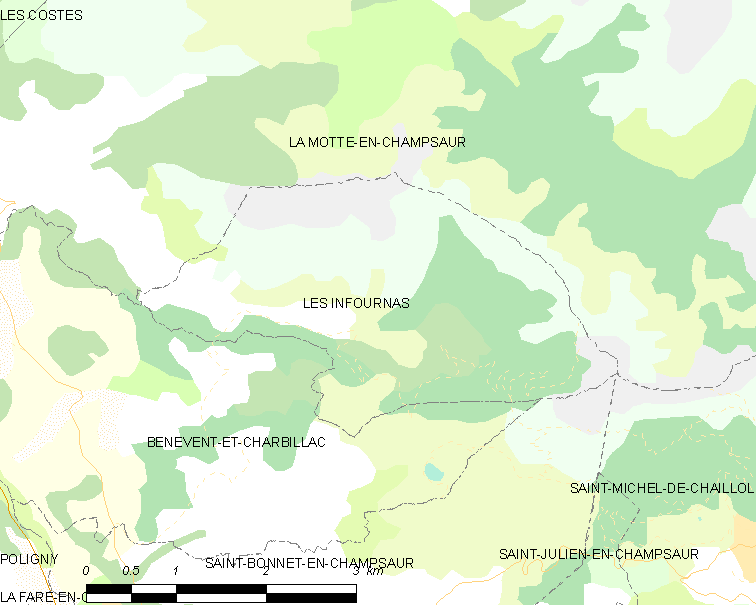
Karte von Les Infournas

Les Infournas liegt etwa 60 Kilometer südsüdöstlich von Grenoble und etwa 17 Kilometer nördlich von Gap in der Région naturelle des Gapençais im Südosten der historischen Landschaft der Dauphiné. Der Ort gehört zum Champsaur, dem Hochtal des Drac. Das Ortsgebiet wird vom Pelvoux-Massif dominiert, an dessen Fuß es liegt. Es dehnt sich über das gesamte obere Einzugsgebiet des Torrent de Merdarel aus. Der größte Teil des Gebiets der ehemaligen Gemeinde besteht im Norden und Osten aus den unwirtlichen und stark durchzogenen Hängen von Cuchon und Queyron.
Les Infournas setzt sich aus dem Weilern Les Infournas Bas mit der Kirche und dem ehemaligen Bürgermeisteramt sowie Les Infournas Hauts zusammen. Les Infournas Bas liegt auf einer Höhe von etwa 1245 m. Das Bodenniveau steigt vom Bett des Torrent de Merdarel aus sehr steil nach Norden und Nordosten hin bis zum Gebirgskamm, der die Grenze zur Nachbargemeinde La Motte-en-Champsaur bildet, auf über 2100 m Höhe. Die höchste Erhebung von Les Infournas ist im äußersten Nordosten mit 2442 m am Queyron zu finden, die niedrigste mit 1158 m im Westen beim Austritt des Torrent de Merdarel aus dem Ortsgebiet.
Umgeben wird Les Infournas von den beiden Nachbargemeinden und den Communes déléguées:
|  | La Motte-en-Champsaur                       |                                                                                         |
|  | Kompassrose, die auf Nachbargemeinden zeigt | Saint-Michel-de-Chaillol (Berührungspunkt) Saint-Bonnet-en-Champsaur (Commune déléguée) |
|  | Bénévent-et-Charbillac (Commune déléguée)   |                                                                                         |

## Toponymie
Les Infournas wird im 11. Jahrhundert unter dem lateinischen Namen Villa Fornax erwähnt und 1307 im Locus de Infornasis. Im Lateinischen bezeichnet Fornax einen Kalk- oder Töpferofen und davon abgeleitet die Göttin der Brennöfen.

## Bevölkerungsentwicklung
| Les Infournas: Einwohnerzahlen von 1793 bis 2020                                                                           | Les Infournas: Einwohnerzahlen von 1793 bis 2020 | Les Infournas: Einwohnerzahlen von 1793 bis 2020 | Les Infournas: Einwohnerzahlen von 1793 bis 2020 | Les Infournas: Einwohnerzahlen von 1793 bis 2020 |
| --- | ------------------------------------------------ | ------------------------------------------------ | ------------------------------------------------ | ------------------------------------------------ |
| Jahr |                                                  |                                                  |                                                  | Einwohner                                        |
| 1793 | 1793                                             |                                                  | 225                                              | 225                                              |
| 1800 | 1800                                             |                                                  | 186                                              | 186                                              |
| 1806 | 1806                                             |                                                  | 226                                              | 226                                              |
| 1821 | 1821                                             |                                                  | 181                                              | 181                                              |
| 1831 | 1831                                             |                                                  | 192                                              | 192                                              |
| 1836 | 1836                                             |                                                  | 201                                              | 201                                              |
| 1841 | 1841                                             |                                                  | 154                                              | 154                                              |
| 1846 | 1846                                             |                                                  | 178                                              | 178                                              |
| 1851 | 1851                                             |                                                  | 167                                              | 167                                              |
| 1856 | 1856                                             |                                                  | 166                                              | 166                                              |
| 1861 | 1861                                             |                                                  | 165                                              | 165                                              |
| 1866 | 1866                                             |                                                  | 151                                              | 151                                              |
| 1872 | 1872                                             |                                                  | 143                                              | 143                                              |
| 1876 | 1876                                             |                                                  | 151                                              | 151                                              |
| 1881 | 1881                                             |                                                  | 152                                              | 152                                              |
| 1886 | 1886                                             |                                                  | 152                                              | 152                                              |
| 1891 | 1891                                             |                                                  | 144                                              | 144                                              |
| 1896 | 1896                                             |                                                  | 118                                              | 118                                              |
| 1901 | 1901                                             |                                                  | 119                                              | 119                                              |
| 1906 | 1906                                             |                                                  | 109                                              | 109                                              |
| 1911 | 1911                                             |                                                  | 103                                              | 103                                              |
| 1921 | 1921                                             |                                                  | 121                                              | 121                                              |
| 1926 | 1926                                             |                                                  | 116                                              | 116                                              |
| 1931 | 1931                                             |                                                  | 87                                               | 87                                               |
| 1936 | 1936                                             |                                                  | 84                                               | 84                                               |
| 1946 | 1946                                             |                                                  | 66                                               | 66                                               |
| 1954 | 1954                                             |                                                  | 55                                               | 55                                               |
| 1962 | 1962                                             |                                                  | 59                                               | 59                                               |
| 1968 | 1968                                             |                                                  | 56                                               | 56                                               |
| 1975 | 1975                                             |                                                  | 43                                               | 43                                               |
| 1982 | 1982                                             |                                                  | 36                                               | 36                                               |
| 1990 | 1990                                             |                                                  | 29                                               | 29                                               |
| 1999 | 1999                                             |                                                  | 24                                               | 24                                               |
| 2006 | 2006                                             |                                                  | 23                                               | 23                                               |
| 2013 | 2013                                             |                                                  | 24                                               | 24                                               |
| 2020 | 2020                                             |                                                  | 29                                               | 29                                               |
| Quelle(n): EHESS/Cassini bis 1999, INSEE ab 2006 Anmerkung(en): Ab 1962 offizielle Zahlen ohne Einwohner mit Zweitwohnsitz |                                                  |                                                  |                                                  |                                                  |